# VM i skak 1889
VM i skak 1889 var en match mellem den første officielle verdensmester i skak, den amerikansk bosatte østriger Wilhelm Steinitz, og hans første udfordrer til titlen Mikhail Tschigorin fra Rusland. Matchen blev afholdt i Havanna, Cuba mellem 20. januar og 24. februar 1892. Der skulle spilles bedst af 20 partier med tiebreak, hvis stillingen blev 10-10. Steinitz beholdt titlen ved at vinde 10½ – 6½.

## Matchregler
Steinitz fastsatte selv reglerne: Bedst af 20 partier med en tiebreakafgørelse ved 10-10.

## Baggrund for matchen
For første og sidste gang i skakhistorien gav arrangørerne af titelmatchen, Havanna Chess Club, titelholderen fuld frihed til selv at vælge sin modstander. Valget faldt på Tschigorin af især to grunde:
1. Tschigorin havde positiv score mod Steinitz, en plet Steinitz gerne ville have vasket af.
2. Steinitz forsøgte at fremme sine teorier om moderne skak, som bl.a. Tschigorin kritiserede, og Tschigorin stod som den vægtigste repræsentant for den ældre romantiske opfattelse af skakken[3].

## Styrkeforholdet inden matchen
Steinitz havde allerede længe været regnet for verdens stærkeste spiller, men fik først en officiel titel, da han vandt den første match om verdensmesterskabet mod Johannes Zukertort i 1886.
Tschigorin havde op gennem 1880'erne været regnet blandt verdens stærkeste spillere og havde bl.a. et godt tag på Steinitz i deres indbyrdes møder med en score på 3-1 før denne match. Han blev regnet for den sidste romantiker i skakken med en angribende spillestil a la Adolf Anderssen og Paul Morphy, mens Steinitz personligt havde ændret skakkens udvikling mod en mere positionel spillestil, som vandt mange partier, men ikke publikums hjerter.
Væddemålene inden matchen viste, at Steinitz var klar favorit: 52.000 dollars var blevet sat på den regerende mester og kun 900 dollars på Tschigorin.

## Matchresultat
| VM matchen Steinitz-Tschigorin, 1889 | VM matchen Steinitz-Tschigorin, 1889 | VM matchen Steinitz-Tschigorin, 1889 | VM matchen Steinitz-Tschigorin, 1889 | VM matchen Steinitz-Tschigorin, 1889 | VM matchen Steinitz-Tschigorin, 1889 | VM matchen Steinitz-Tschigorin, 1889 |
| Parti                                | Dato (1889)                          | Hvid                                 | Sort                                 | Resultat                             | I alt Steinitz                       | I alt Tschigorin                     |
| ------------------------------------ | ------------------------------------ | ------------------------------------ | ------------------------------------ | ------------------------------------ | ------------------------------------ | ------------------------------------ |
| 1                                    | 20. januar                           | Tschigorin                           | Steinitz                             | 1 - 0                                | 0                                    | 1                                    |
| 2                                    | 22. januar                           | Steinitz                             | Tschigorin                           | 1 - 0                                | 1                                    | 1                                    |
| 3                                    | 24. januar                           | Tschigorin                           | Steinitz                             | 1 - 0                                | 1                                    | 2                                    |
| 4                                    | 26. januar                           | Steinitz                             | Tschigorin                           | 1 - 0                                | 2                                    | 2                                    |
| 5                                    | 27. januar                           | Tschigorin                           | Steinitz                             | 0 - 1                                | 3                                    | 2                                    |
| 6                                    | 29. januar                           | Steinitz                             | Tschigorin                           | 0 - 1                                | 3                                    | 3                                    |
| 7                                    | 31. januar                           | Tschigorin                           | Steinitz                             | 1 - 0                                | 3                                    | 4                                    |
| 8                                    | 4. februar                           | Steinitz                             | Tschigorin                           | 1 - 0                                | 4                                    | 4                                    |
| 9                                    | 5. februar                           | Tschigorin                           | Steinitz                             | 0 - 1                                | 5                                    | 4                                    |
| 10                                   | 8. februar                           | Steinitz                             | Tschigorin                           | 1 - 0                                | 6                                    | 4                                    |
| 11                                   | 10. februar                          | Tschigorin                           | Steinitz                             | 1 - 0                                | 6                                    | 5                                    |
| 12                                   | 12. februar                          | Steinitz                             | Tschigorin                           | 1 - 0                                | 7                                    | 5                                    |
| 13                                   | 16. februar                          | Tschigorin                           | Steinitz                             | 1 - 0                                | 7                                    | 6                                    |
| 14                                   | 19. februar                          | Steinitz                             | Tschigorin                           | 1 - 0                                | 8                                    | 6                                    |
| 15                                   | 21. februar                          | Tschigorin                           | Steinitz                             | 0 - 1                                | 9                                    | 6                                    |
| 16                                   | 23. februar                          | Steinitz                             | Tschigorin                           | 1 - 0                                | 10                                   | 6                                    |
| 17                                   | 24. februar                          | Tschigorin                           | Steinitz                             | ½ - ½                                | 10½                                  | 6½                                   |

## Matchens partier
Tekst mangler, hjælp os med at skrive teksten